# Latte art

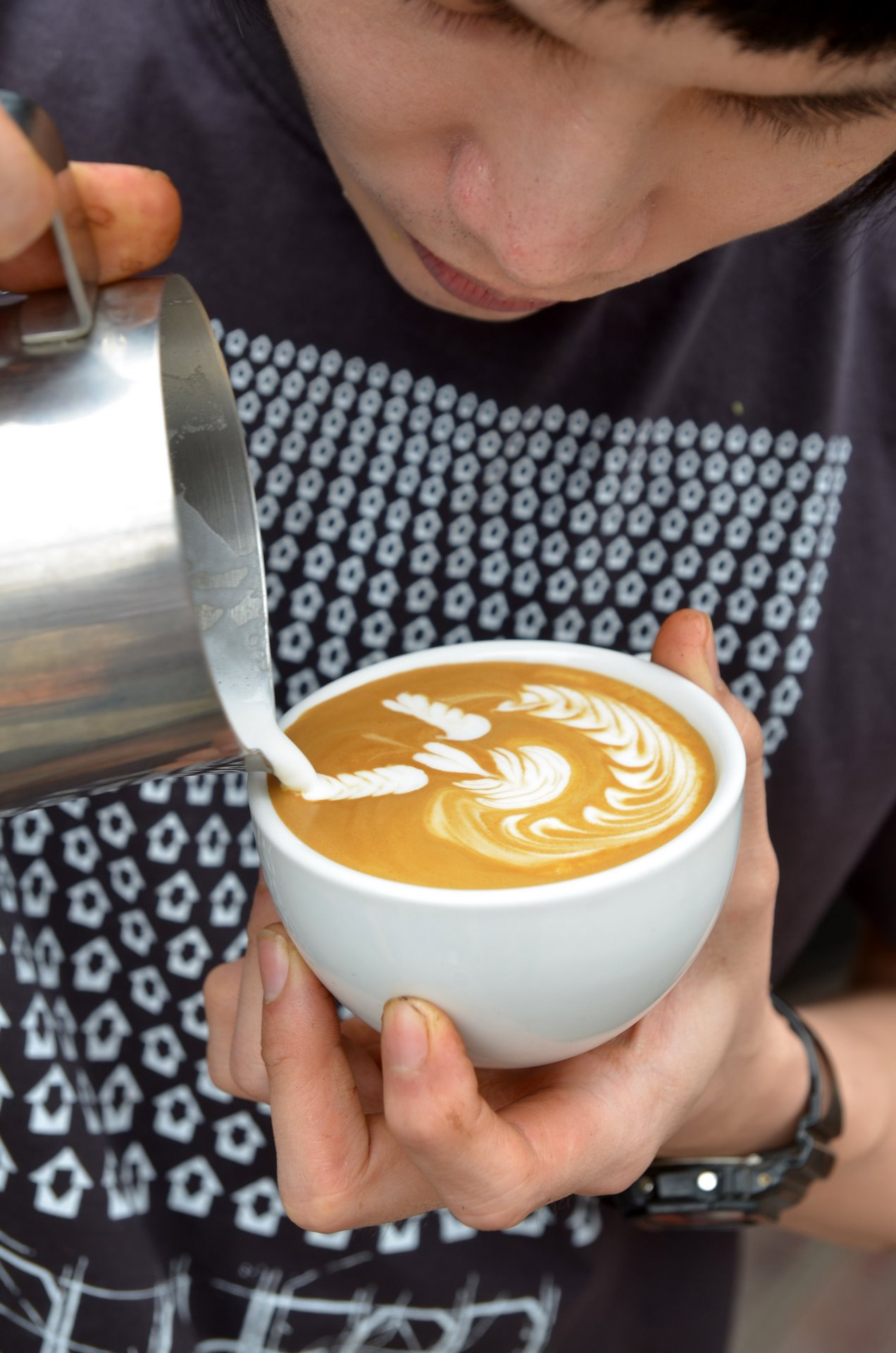
Het gieten van de melk

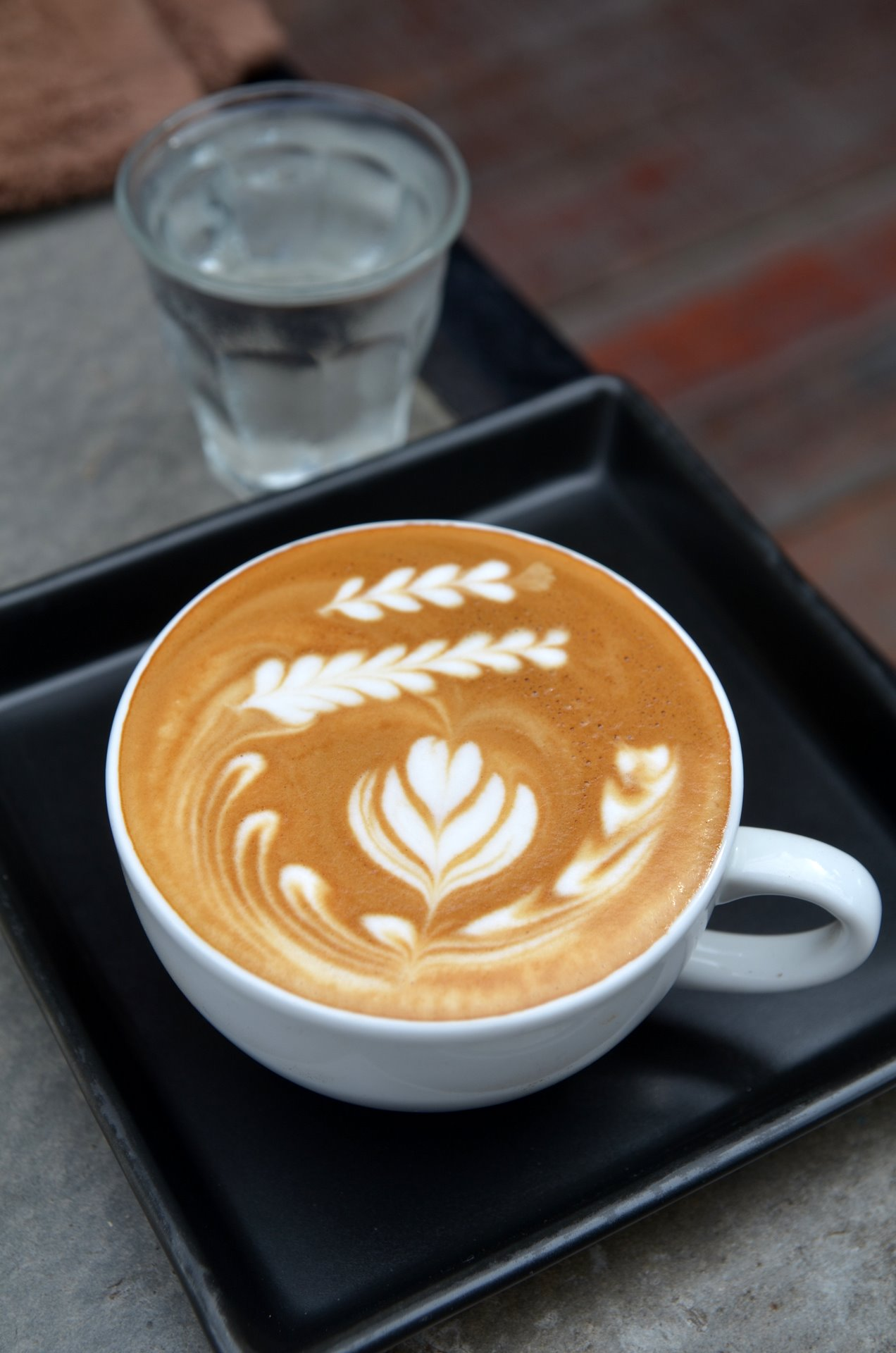
Meerdere tekeningen in één kopje

Latte art (letterlijk: melkkunst) is de kunst van het gieten van decoratieve ontwerpen op een cappuccino of caffè latte.
De "kunstenaar", de barista, schenkt met een speciale techniek de geschuimde melk in de crèmelaag van een espresso. Met schijnbaar simpele bewegingen van het schenken van schuim ontstaan de prachtigste en meest uiteenlopende motieven, zoals blaadjes, hartjes en appeltjes. Deze techniek vereist een hoge kwaliteit van apparatuur en ingrediënten en vooral persoonlijke aandacht van de barista.
Een andere techniek is om met een puntige voorwerp in melkschuim te tekenen. Internationaal wordt dit aangeduid met de Engelstalige term "etching" (etsen).

## Nederlands kampioenschap
Sinds 2003 worden er kampioenschappen gehouden in het maken van latte art.
| Datum             | Locatie                            | Winnaar              | Werkgever winnaar                   |
| ----------------- | ---------------------------------- | -------------------- | ----------------------------------- |
| 15 september 2003 | Bloomingdale – Bloemendaal aan Zee | Michel Buis          | Grandcafé van Bleijswijk, Enkhuizen |
| 04 oktober 2004   | Now & Wow – Rotterdam              | Michel Buis          | Grandcafé van Bleijswijk, Enkhuizen |
| 07 november 2005  | Lichtfabriek - Haarlem             | Michel Buis          | Grandcafé van Bleijswijk, Enkhuizen |
| 23 april 2007     | Central Studios – Utrecht          | Rose van Asten       | Café de Blonde Pater, Nijmegen      |
| 22 april 2008     | Central Studios - Utrecht          | Onno van Zanten      | Piazza D'Oro                        |
| 16 november 2009  | Maassilo - Rotterdam               | Claudie Donderwinkel | Peeze                               |
| 16 mei 2011       | Jaarbeurs - Utrecht                | Esther Maasdam       | MobiCcino                           |
| 16 mei 2012       | Jaarbeurs - Utrecht                | Esther Maasdam       | Ristretto                           |
| 28 mei 2013       | Expo - Houten                      | Esther Maasdam       | Ristretto                           |
| 3 mei 2014        | Amsterdam Coffee Festival          | Esther Maasdam       | Esther Maasdam - Coffee Connoisseur |
| 16 mei 2015       | Amsterdam Coffee Festival          | Nick Vink            | H32, Oss                            |
| 18 maart 2016     | Amsterdam Coffee Festival          | Nick Vink            | H32, Oss                            |
| 10 maart 2017     | Amsterdam Coffee Festival          | Nick Vink            |                                     |
| 12 maart 2018     | Amsterdam Coffee Festival          | Anouk Rodenburg      |                                     |
| 4 maart 2019      | Amsterdam Coffee Festival          | Kaspar Tammjärv      |                                     |